# NGC 3637
NGC 3637 is een lensvormig sterrenstelsel in het sterrenbeeld Beker. Het hemelobject werd op 4 maart 1786 ontdekt door de Duits-Britse astronoom William Herschel.

## Synoniemen
- MCG -2-29-20
- PGC 34731